# 松永賞
松永賞（まつながしょう）は、財団法人松永記念科学振興財団(1962年 - 1978年)が優れた研究業績を上げた若手の科学者を表彰し、研究費として賞金を支給した科学技術の賞である。

## 概要
松永安左エ門(1875 - 1971)は電力業界で活躍した実業家で、電力会社の経営を退いた後も政府の電気事業再編成審議会会長に就任し、電気事業再編成令の発令による九電力体制の枠組みを整えて電力政策に大きな影響を与えた。また財団法人電力中央研究所の理事長を務めるほか、私設のシンクタンクである産業計画会議を主宰して実質的に政府の諮問機関として機能させることで、政界にも大きな影響力を持っていた。
この松永の米寿を記念して池田勇人内閣総理大臣が松永記念科学振興財団と松永賞の創設を発起し、経済界の小林中、永野重雄、木川田一隆を賛同者として広く財界から基金を募り、1962年に創設された。
第一回の贈呈式は翌年の松永の誕生日である1963年12月1日に執り行われた。
基本的には自然科学分野の賞ではあるが、文系分野も社会科学と位置づけて受賞対象になっていた。
ノーベル化学賞受賞者の野依良治が初めて受賞した大きな賞（1978年）としても知られている。

## 歴代受賞者
- 1963年　不明
- 1964年　久保亮五、早石修
- 1965年　伊理正夫、矢島聖使
- 1966年　岸力、溝畑茂
- 1967年　鈴木禄彌、坪井正道
- 1968年　猪瀬博
- 1969年　西澤潤一
- 1970年　田中郁三、富澤純一
- 1971年　伊達宗行、和田昭允
- 1972年　小宮隆太郎、山崎敏光
- 1973年　竹内昭夫、等松隆夫
- 1974年　菅野卓雄、新開陽一
- 1975年　北川善太郎、富永健一、西塚泰美
- 1976年　大瀧仁志、水島昭二
- 1977年　堀田凱樹
- 1978年　天野明弘、大家寛、鈴木増雄、野依良治
- 年度不明　櫻井英樹